# Период террора

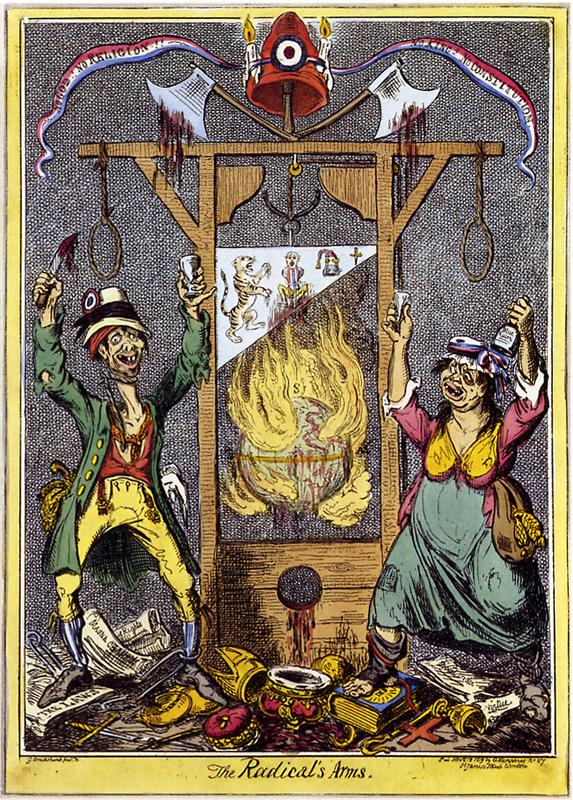
Джордж Крукшенк «Оружие радикалов» (карикатура, 1819)

Период терро́ра, также известен как «Террор» (фр. la Terreur) — время массовых казней в разгар Великой французской революции (с июня 1793 по 27 июля 1794 года (9 термидора II года)).

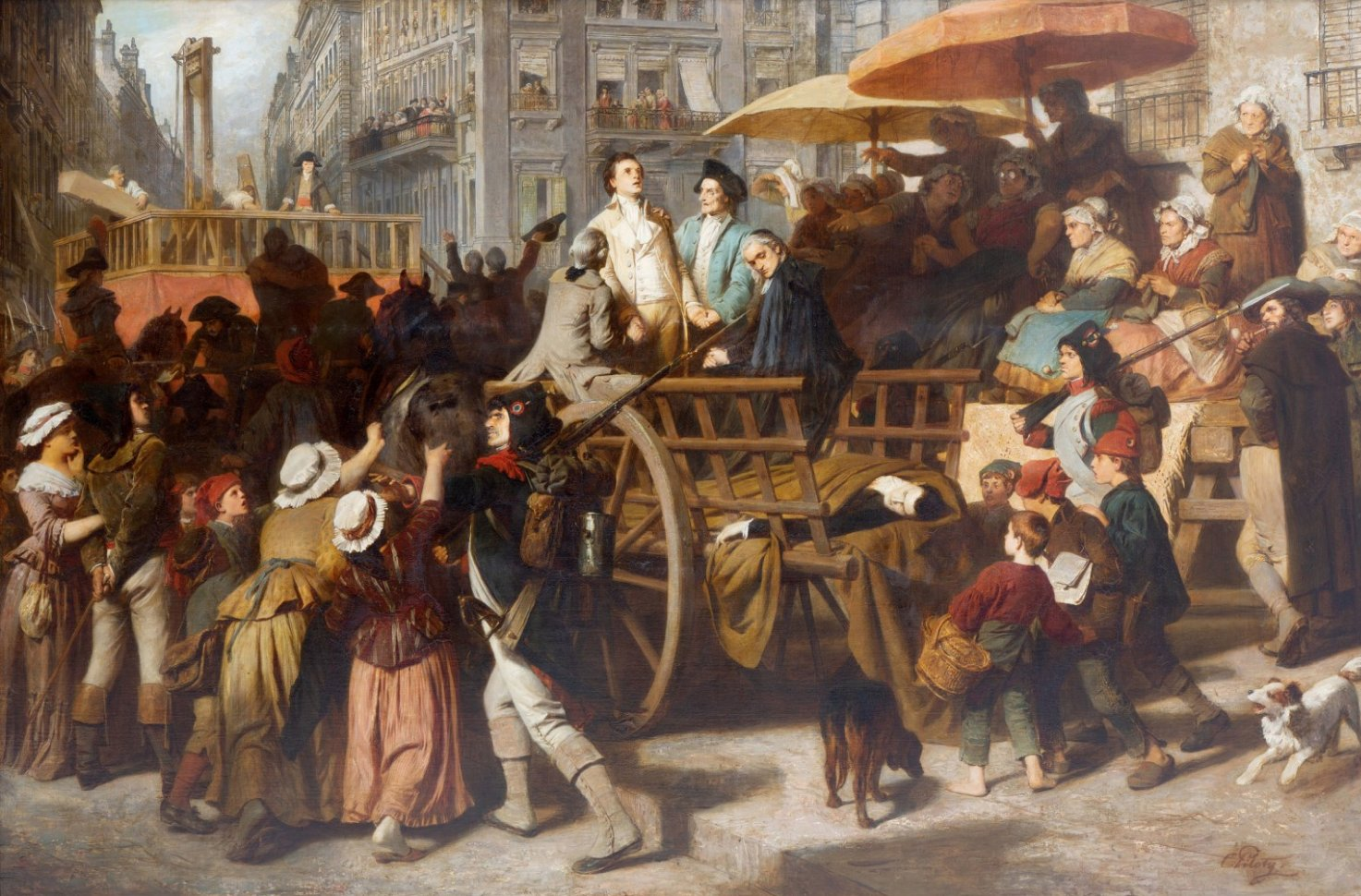
Казни жирондистов в Париже 31 октября 1793 г. Худ. Карл Теодор фон Пилоти, 1880 г.

Именно после него термины «террор», «терроризм» стали распространёнными в различных странах.

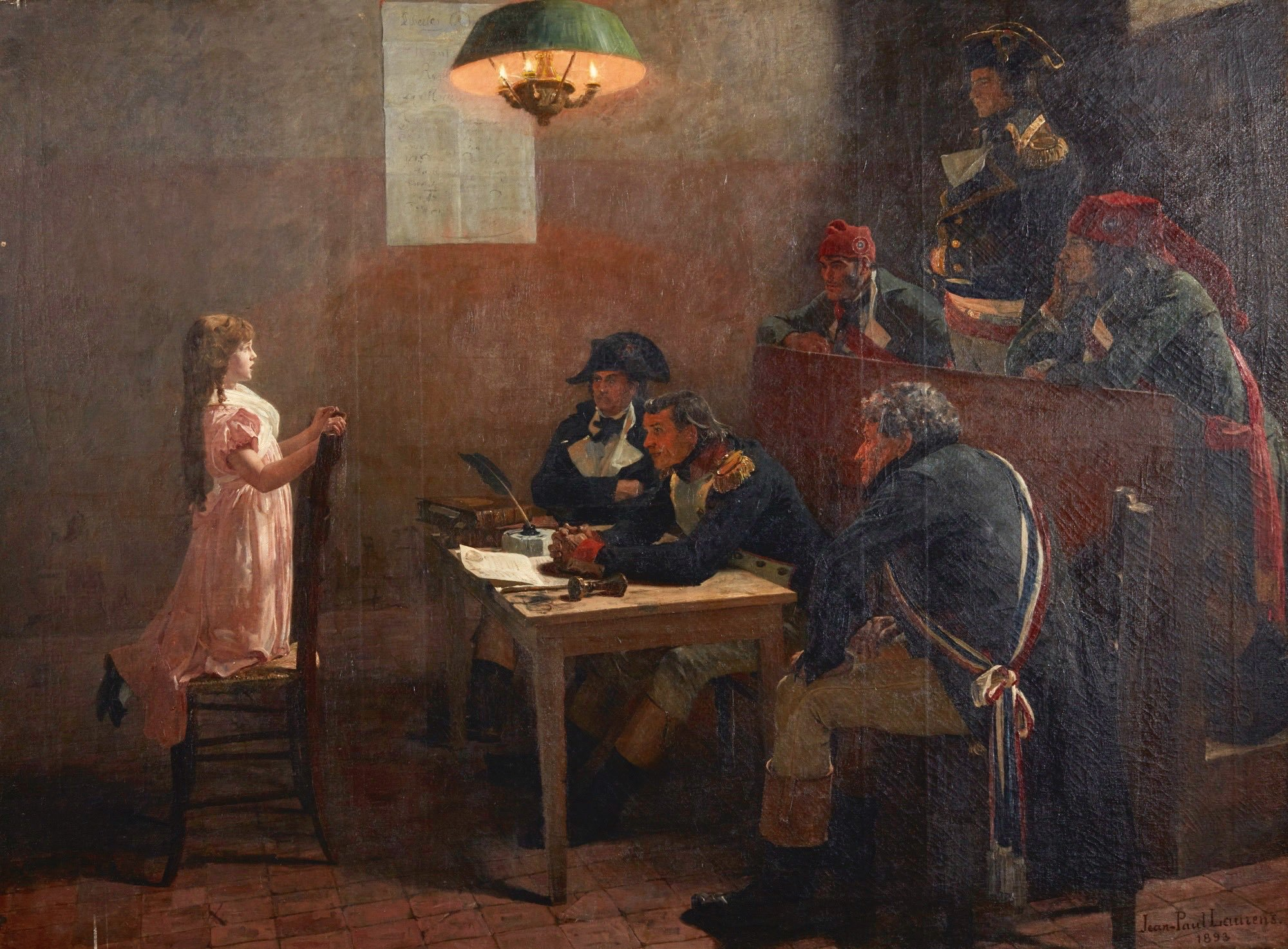
«Да здравствует король!», или «Юная де Боншан». Худ. Жан-Поль Лоран, 1893 г.

Францию со всех сторон опутали предатели, эти ядовитые насекомые, распространяющие бесстыдство, фальшь, подлость. Из-за них рассыпалась в прах мечта о государстве и обществе, которые разделяли бы единую систему ценностей, о законах, позволяющих сохранить достоинство и братство и опирающихся с 1789 года на потребность творить добро, — так говорили якобинцы, радикальные революционеры.
Сентябрьские расправы 1792 года, происходившие по наущению и под руководством Парижской коммуны, желавшей «нагнать страх на роялистов», представляют собой все признаки «организованного» террора, но это было частное и местное явление; террор же с 31 мая 1793 года, когда монтаньяры с помощью восстания, вызванного ими в Париже, изгнали из Конвента партию жирондистов, имел систематический характер, был правительственным режимом, охватившим всю Францию и все проявления государственной деятельности.
В 1793—1794 годах революционная Франция была погружена в существующие и вымышленные заговоры, осуществляемые внутренними и внешними врагами.
На территории Франции революционное движение лишило местное дворянство их наследственных привилегий. Римско-католическая церковь также выступала против революции, в результате которой священнослужители стали государственными работниками и давали присягу на верность нации (см. Гражданское устройство духовенства). Помимо всего, Первая французская республика участвовала в войне с соседними державами. Развитие гражданской войны (Вандейский мятеж) и вторжение иностранных войск на территорию страны вылилось в политический кризис и увеличение соперничества между жирондистами и более радикальными якобинцами. Последние при поддержке парижского населения, в конечном итоге, сгруппировались в парламентскую фракцию «верхов». Французское правительство для подавления внутренней контрреволюционной деятельности и привлечения дополнительных вооружённых сил создало Комитет общественного спасения, который под руководством Максимилиана Робеспьера принял свой окончательный вид 6 сентября 1793 года.
Террор представлял собой период насилия в ходе конфликта между соперничающими политическими группировками (жирондисты и якобинцы), в течение которого якобинцы провели массовые казни «врагов революции». Под лезвием гильотины (ставшей символической «бритвой нации») закончили свои жизни Людовик XVI (казнённый ещё в январе 1793 года), Мария Антуанетта, герцог Орлеанский (гражданин Филипп Эгалите), лидеры жирондистов (Жак-Пьер Бриссо, Пьер Верньо, мадам Ролан), дантонистов (Жорж Жак Дантон), эбертистов (Жак-Рене Эбер, Пьер Гаспар Шометт) и фельянов (Антуан Барнав, Жан Сильвен Байи), химик Антуан Лавуазье, поэт Андре Шенье и многие другие.
Ещё 2 октября 1792 года Конвентом был создан Комитет общественной безопасности. Его задачу составляла полицейская охрана; он был наделён самой произвольной и бесконтрольной властью над свободой и жизнью людей, но в этом отношении сам постепенно впал в зависимость от Комитета общественного спасения. Последнему было первоначально предоставлено право арестовывать или отдавать под суд лишь людей, находившихся на государственной и общественной службе; но он расширил пределы своей власти за счёт Комитета общественной безопасности и, наконец, распространил их над самим комитетом. Затем, не довольствуясь подчинением себе Комитета общественной безопасности, Робеспьер организовал при Комитете общественного спасения особое полицейское бюро, подчинённое исключительно ему.
Декретом 21 марта 1793 года Конвент предписал учреждение в каждой общине или в каждом участке общины (section) комитета из 12 членов, избранного гражданами. Он должен был называться наблюдательным комитетом и иметь надзор над приезжими с правом требовать их изгнания из территории республики. Парижские комитеты скоро превысили свои полномочия, стали производить аресты и называть себя революционными комитетами. 5 сентября 1793 года за ними было признано присвоенное ими право отнимать оружие (то есть производить домовые обыски) и арестовывать всех подозрительных людей. «Закон о подозрительных» 17 сентября 1793 года расширил это право и возложил на революционные комитеты обязанность составлять списки всех подозрительных, запечатывать их бумаги и арестовывать их. Незадолго до падения Робеспьера 27 июля 1794 года число заключённых по подозрению составляло, по спискам Комитета общественной безопасности, около 400 000.

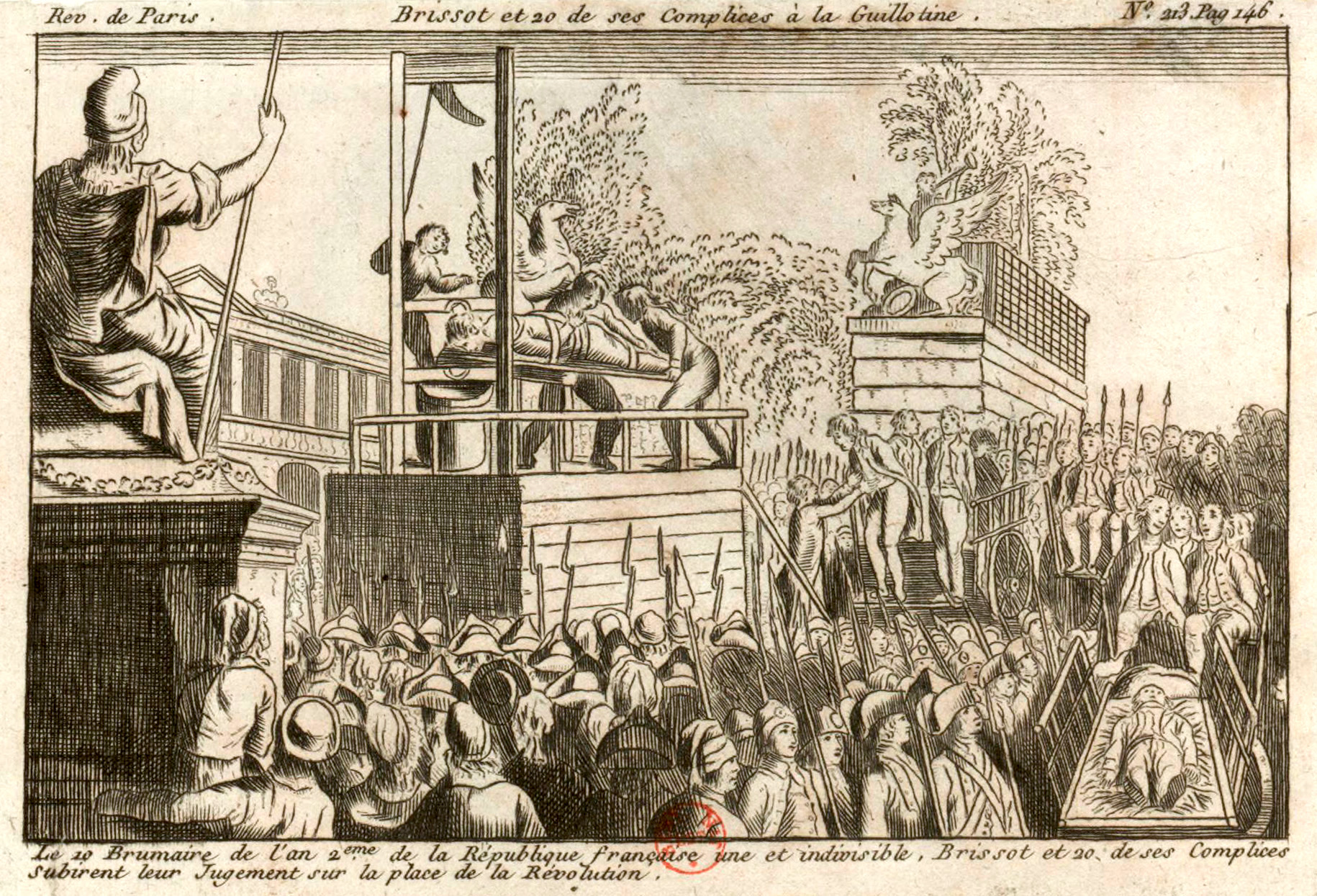
Казнь 22 жирондистов 31 октября 1793 года

Лидеры якобинцев, обладая широкими диктаторскими полномочиями, использовали их для применения массовых казней и политических репрессий. С 3 апреля 1793 года по 30 июля 1794 года лишь в Париже по приговорам Революционного трибунала было казнено на гильотине 2663 человека. Но, кроме революционного трибунала в Париже, такие же трибуналы, а также иные судебные и квазисудебные органы были созданы во многих департаментах и городах. По вычислениям специального исследователя «революционной юстиции», автора книги под этим заглавием, Берриа Сен-При, число жертв 178 революционных трибуналов разных названий было около 17 000. Применение максимума цен (контроля цен с жестокими наказаниями за их превышение) было причиной того, почему террор так часто поражал крестьян и разный бедный люд. Из числа 12 000 гильотинированных, род занятий которых можно было установить, было 7545 крестьян, рабочих, мастеровых, солдат, лакеев, дочерей и жен ремесленников, служанок и швей. Кроме гильотинирования, применялись различные другие способы казней. Например, между ноябрём 1793 года и февралём 1794 года в Нанте было утоплено в Луаре более четырёх тысяч человек, в особенности католических священников и монахинь. По оценкам, помимо около 17 000 официально казнённых во всей Франции, ещё около 10 000 человек были убиты во внесудебном порядке и умерли в тюрьмах.
После увеличения количества репрессий в июне и июле 1794 года (период, называемый фр. «La Grande Terreur», «Большой террор»), их деятельность закончилась в результате переворота 9 термидора II года (27 июля 1794 года), в ходе так называемой «термидорианской реакции», после которого несколько лидеров политики террора были казнены, в том числе Робеспьер, Сен-Жюст и Кутон.